# وایومینگ (فیلم ۱۹۲۸)
وایومینگ (انگلیسی: Wyoming) فیلمی در ژانر وسترن به کارگردانی دبلیو. اس. ون دایک است که در سال ۱۹۲۸ منتشر شد.